# 106817 Yubangtaek
106817 Yubangtaek este un asteroid din centura principală de asteroizi.

## Descriere
106817 Yubangtaek este un asteroid din centura principală de asteroizi. A fost descoperit pe 6 decembrie 2000 la Bohyunsan de Young-Beom Jeon și Yun-Ho Park. Asteroidul prezintă o orbită caracterizată de o semiaxă mare de 3,11 ua, o excentricitate de 0,13 și o înclinație de 1,0° în raport cu ecliptica.